# 이풍연
이풍연(2000년 5월 4일 ~ )는 대한민국의 축구 선수로, 포지션은 센터백이다. 현재 안산 그리너스 소속이다.

## 클럽 경력
이풍연은 논산동성초등학교, 신명중학교, 천안제일고등학교를 거쳐 유소년 축구를 지냈으며, 숭실대학교 축구부에 입단하여 대학 축구에 몸을 담았다.
K리그1 2020 시즌을 앞두고 수원 삼성 블루윙즈에 입단하였다.

2022시즌을 앞두고 부천 FC 1995에 입단했다.